# 새마을로 (포항 청송)
새마을로(Saemaeul-ro)는 경상북도 포항시 북구 용흥동 동지교 하부와 청송군 현동면 도평리를 잇는 도로이다.

## 역사
- 1998년 7월 7일 : 구지교(포항시 북구 기계면 구지리) 660m 구간 재가설 개통, 기존 구간 폐지[1]
- 2001년 1월 22일 : 강동 ~ 흥해간 도로의 대련 교차로(포항시 북구 흥해읍 대련리) 입체화 개통[2]
- 2009년 7월 30일 : 2개 이상 시·군에 걸쳐 있는 도로로 새마을로를 고시[3]
- 2018년 7월 3일 : 흥해 ~ 기계간 도로 2공구(포항시 북구 기계면 내단리 ~ 현내리) 620m 구간 확장 개통[4] 및 기존 구간 폐지[5]

## 주요 경유지
경상북도
- 포항시 북구 (용흥동 · 흥해읍) - 남구 연일읍 - 경주시 강동면 - 포항시 북구 (기계면 · 죽장면) - 청송군 현동면

## 노선
| 이름                         | 접속 노선                                 | 소재지        | 소재지                                          | 비고                                                       |
| ---------------------------- | ----------------------------------------- | ------------- | ----------------------------------------------- | ---------------------------------------------------------- |
| (동지교 하부)                | 새천년대로 불종로                         | 포항시        | 북구                                            |                                                            |
| 용흥동행정복지센터           | 새마을로15번길                            | 포항시        | 북구                                            |                                                            |
| 연화재사거리                 | 용흥로                                    | 포항시        | 북구                                            |                                                            |
| 연화재                       |                                           | 포항시        | 북구                                            |                                                            |
| 북구 흥해읍                  |                                           | 포항시        |                                                 |                                                            |
| 연화 교차로                  | 국도 제31호선 (영일만대로)                | 포항시        | 국도 제31호선 구간                              |                                                            |
| 대련삼거리                   | 달전로                                    | 포항시        | 국도 제31호선 구간                              |                                                            |
| 대련 나들목                  | 국도 제28호선 (동해대로)                  | 포항시        | 국도 제31호선 구간                              |                                                            |
| 학전 나들목                  | 20호선 새만금포항고속도로                 | 포항시        | 남구 연일읍                                     | 국도 제31호선 구간 청송 방향 진입 불가 포항 방향 진출 불가 |
| (진세미골)                   | 자명로                                    | 포항시        | 남구 연일읍                                     | 국도 제31호선 구간                                         |
| 단구교                       |                                           | 경주시        | 강동면                                          | 국도 제31호선 구간                                         |
| 달성네거리                   | 국가지원지방도 제68호선 (비학로) (안현로) | 경주시        | 강동면                                          | 국도 제31호선 구간                                         |
| 내단2교                      |                                           | 포항시        | 북구 기계면                                     | 국도 제31호선 구간                                         |
| 내단 교차로                  | 새마을로1344번길                          | 포항시        | 북구 기계면                                     | 국도 제31호선 구간                                         |
| 서포항 나들목                | 20호선 새만금포항고속도로                 | 포항시        | 북구 기계면                                     | 국도 제31호선 구간                                         |
| (교차로 명칭 미상) (내단1교) | 기계로 화대길                             | 포항시        | 북구 기계면                                     | 국도 제31호선 구간 청송 방향 진입 불가 포항 방향 진출 불가 |
| 현내1 교차로                 | 학야길 기계로57번길                       | 포항시        | 북구 기계면                                     | 국도 제31호선 구간                                         |
| 현내2 교차로                 | 새마을발상지길                            | 포항시        | 북구 기계면                                     | 국도 제31호선 구간                                         |
| 고지 교차로                  | 기남길                                    | 포항시        | 북구 기계면                                     | 국도 제31호선 구간                                         |
| (이름 없음)                  | 기계로                                    | 포항시        | 북구 기계면                                     | 국도 제31호선 구간 청송 방향만 진출입 가능                 |
| (교량 명칭 미상)             |                                           | 포항시        | 북구 기계면                                     | 국도 제31호선 구간                                         |
| 지가 교차로                  | 기계로                                    | 포항시        | 북구 기계면                                     | 국도 제31호선 구간                                         |
| (교량 명칭 미상)             |                                           | 포항시        | 북구 기계면                                     | 국도 제31호선 구간                                         |
| 인비 교차로                  | 지방도 제921호선 (기북로) (기남길)        | 포항시        | 북구 기계면                                     | 국도 제31호선 구간                                         |
| 구지교                       |                                           | 포항시        | 북구 기계면                                     | 국도 제31호선 구간                                         |
| 한티터널                     |                                           | 포항시        | 북구 기계면                                     | 국도 제31호선 구간 연장 200m                               |
| 한티터널                     | 북구 죽장면                               | 포항시        |                                                 | 국도 제31호선 구간 연장 200m                               |
| 지동삼거리                   | 국가지원지방도 제69호선 (포은로)          | 포항시        | 국도 제31호선 구간 국가지원지방도 제69호선 구간 |                                                            |
| 죽장삼거리                   | 국가지원지방도 제69호선 (죽장로)          | 포항시        | 국도 제31호선 구간 국가지원지방도 제69호선 구간 |                                                            |
| 입암1교 입암2교              | 일광길                                    | 포항시        | 국도 제31호선 구간                              |                                                            |
| 죽장교                       | 새마을로3653번길                          | 포항시        | 국도 제31호선 구간                              |                                                            |
| 합덕교                       | 합사길                                    | 포항시        | 국도 제31호선 구간                              |                                                            |
| 꼭두방재                     |                                           | 포항시        | 국도 제31호선 구간                              |                                                            |
| 청송군                       | 현동면                                    |               | 국도 제31호선 구간                              |                                                            |
| 청송군                       | 현동면                                    | 눌인교 거성교 | 국도 제31호선 구간                              |                                                            |
| 청송군                       | 현동면                                    | (간동)        | 국도 제31호선 구간                              | 개일월매길                                                 |
| 청송군                       | 현동면                                    | (도평교 남단) | 국도 제31호선 구간                              | 도평강변길                                                 |
| 청송군                       | 현동면                                    | 도평교        | 국도 제31호선 구간                              |                                                            |
| 청송군                       | 현동면                                    | 도평삼거리    | 국도 제31호선 구간                              | 국도 제31호선 국가지원지방도 제68호선 (청송로)             |

## 주요 건물 및 시설
- 용흥동주민센터 (경상북도 포항시 북구 새마을로 20)
- 포항우편집중국 (경상북도 포항시 북구 흥해읍 새마을로 379)
- 단구1리마을회관 (경상북도 경주시 강동면 새마을로 1196-2)
- 기계가축시장 (경상북도 포항시 북구 기계면 새마을로 1481)
- 기계119지역대 (경상북도 포항시 북구 기계면 새마을로 1535)
- 기계농협청과물종합유통센터 (경상북도 포항시 북구 기계면 새마을로 1661)
- 정자리마을회관 (경상북도 포항시 북구 죽장면 새마을로 2944)
- 일광리마을회관 (경상북도 포항시 북구 죽장면 새마을로 3329)
- 죽장초등학교 (경상북도 포항시 북구 죽장면 새마을로 3575)
- 죽장파출소 (경상북도 포항시 북구 죽장면 새마을로 3606)
- 죽장우체국 (경상북도 포항시 북구 죽장면 새마을로 3609)
- 죽장면사무소, 죽장면보건지소 (경상북도 포항시 북구 죽장면 새마을로 3610)
- 방흥리마을회관 (경상북도 포항시 북구 죽장면 새마을로 3868)
- 월평리마을회관 (경상북도 포항시 북구 죽장면 새마을로 4225-5)
- 눌인3리마을회관 (경상북도 청송군 현동면 새마을로 4780)
- 청송사과유통센터 (경상북도 청송군 현동면 새마을로 5424)